# Lennie Hayton
Leonard George "Lennie" Hayton, född 14 februari 1908, död 24 april 1971, var en amerikansk kompositör, dirigent och musikarrangör. 
Hayton, som var av judisk börd, började sin musikkarriär som pianist och spelade i olika jazzgrupper ledda av Frankie Trumbauer, Bix Beiderbecke, Red Nichols och Joe Venuti. Han spelade också med Paul Whiteman Orchestra. Tillsammans med Joe Veuti, Frankie Trumbauer och Eddie Lang skrev hand "Apple Blossoms". Bland hans övriga kompositioner märks "Flying Fingers", "The Stage is Set", "Mood Hollywood" med Jimmy Dorsey, och "Midnight Mood". Han arrangerade också "Stardust" med Artie Shaw då Shaw spelade in stycket 1940, för Bluebird Records. Musikdirektör för MGM blev han 1940.

## Filmmusik i urval
- 1946 – Harvey Girls
- 1948 – Piraten
- 1949 – New York dansar
- 1952 – Singin' in the Rain
- 1968 – Star!
- 1969 – Hello Dolly